# مورکونه
مورکونه (به ایتالیایی: Morcone) یک کومونه در ایتالیا است که در استان بنونتو واقع شده‌است. مورکونه ۱۰۰٫۴۰ کیلومترمربع مساحت و ۵٬۱۸۸ نفر جمعیت دارد و ۶۸۰ متر بالاتر از سطح دریا واقع شده.

## خواهرخوانده
شهر Penela Municipality خواهرخواندهٔ مورکونه هست.